# Touch (Omarion)
Touch è il secondo singolo di Omarion estratto dall'album di debutto O. la canzone è stata scritta da Pharrell Williams ed è stata prodotta dai Neptunes.
In USA ha debuttato alla posizione n.97 della Billboard Hot 100.
Originariamente, Touch doveva essere in Regno Unito il primo singolo estratto dall'album. Si è poi deciso rimpiazzare il brano con O.

## Tracce

### Vinile

#### Lato A
1. Touch (ALBUM VERSION)
2. Touch (INSTRUMENTAL WITH BACKGROUND VOCALS)

#### Lato B
1. O (Urban Clean Mix) (Feat. Ray Cash)
2. O (URBAN INSTRUMENTAL MIX)